# 李威尹
李威尹（韓語：이상욱 / 李詳旭，1971年3月22日—）是一名韩裔美国男演员。

## 生平
1971年出生在美国弗吉尼亚州。其父親是跆拳道高手，因此他从三歲便開始练习跆拳道，並曾在加州納帕的家族開設之跆拳道道館任教。
李威尹曾以運動員全額獎學金的身分入學加利福尼亞大學柏克萊分校，主修政治學與民族學。

## 家庭
2010年，李威尹和詹妮弗·伯明翰在路易斯安那州什里夫波特结婚，两人育有一个儿子。

## 作品

### 影视
- 《魔女之刃》
- 《极速酷客》
- 《反恐特勤组》
- 《法律与秩序》
- 《艾丽卡》
- 《犯罪现场调查》
- 《海啸之后》
- 《影像中的亚洲人》
- 《她的》
- 《飞天大盗》
- 《堕落天使》
- 《幻影殺手》
- 《无敌女金刚》
- 《拳皇》
- 《隔山有眼》
- 《五星日》
- 《路尽骄阳》
- 《斗舞帮》
- 《欲言又止》
- 《超脑特工》
- 《碳變》
- 《毀滅大作戰》
- 《良醫墨非》（好醫生）

### 电子游戏
- 《热血无赖》
- 《真人快打X》